# 彩華花園
彩華花園（英語：Rainbow Garden）是香港新界屯門南部一個私人屋苑，建在青山灣填海區，位於青山公路-青山灣段351號，共有4座樓高18層住宅大廈及一個平台花園和游泳池，設有地舖及食肆，附近有置樂花園和保良局香港道教聯合會圓玄小學。

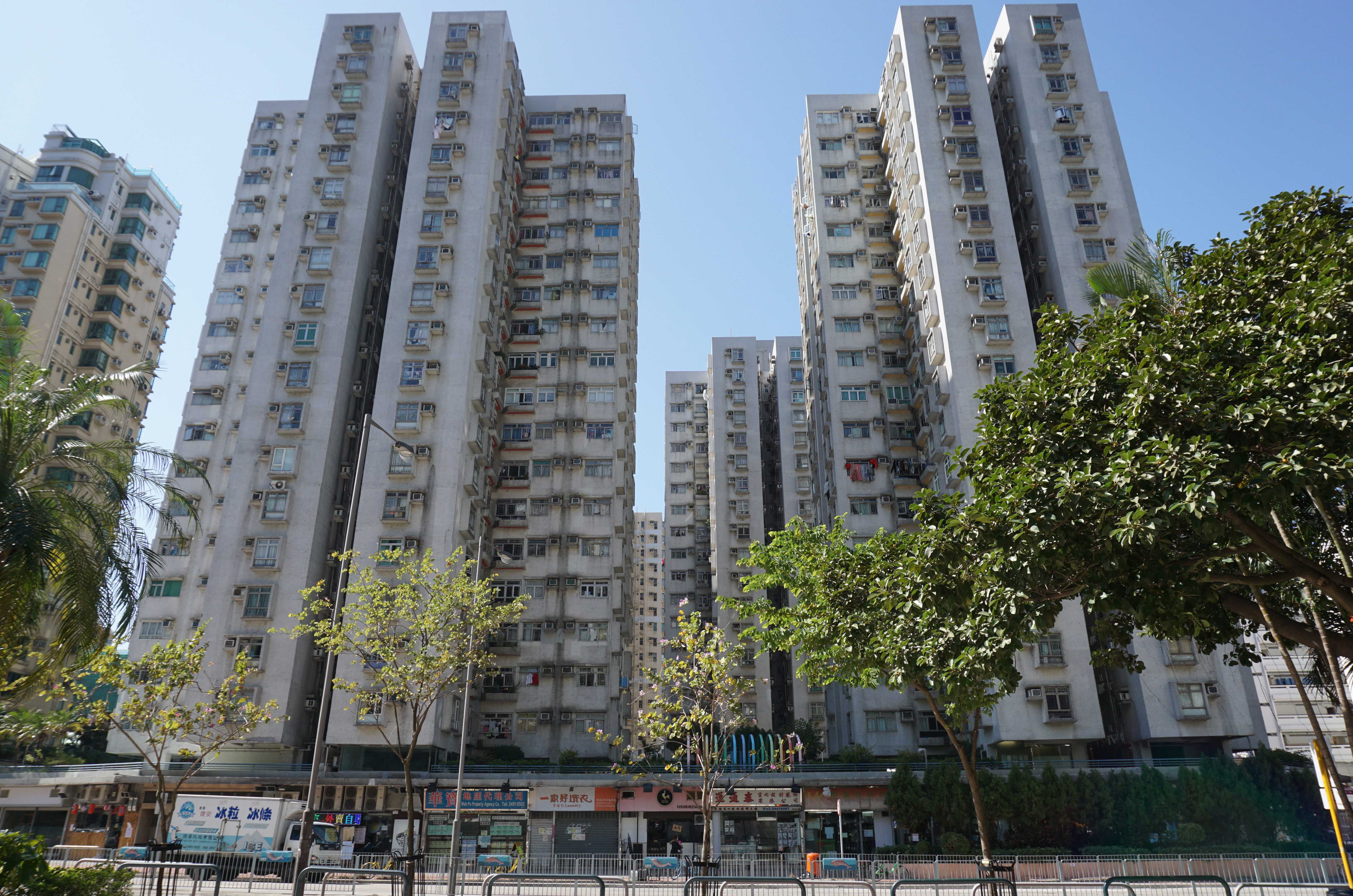
彩華花園東面